# گوگول آغاز
گوگول آغاز (روسی: Гоголь. Начало، romanised) یک فیلم فانتزی ترسناک روسی در سال ۲۰۱۷ به کارگردانی اِگر بارانوف است که اقتباسی آزاد از مجموعه «شبانه یک مزرعه در نزدیکی دیکانکا» اثر نیکلای گوگول است. نقش اصلی توسط الکساندر پتروف بازی می‌شود.
گوگول آغاز اولین فیلم سه پروژه Gogol و اولین سریال تلویزیونی روسی است که انتشار تئاتری دارد.

## بازیگران
- الکساندر پتروف در نقش نیکلای واسیلیویچ گوگول
- اولگ منشیکف - محقق یوکو پتروویچ گورو
- یوگی استیچکین - رئیس اداره پلیس، الکساندر
- تایسیا ویلکووا در نقش الیزاتا (لیزا) دانیشوسکایا
- آرتیوم سوچکوو - آلکسی دانشیوفسکی
- جولیا فرانتز - دختر اوکسانا میلر
- یوگی ساتی - خادم گوگل، یاکیم
- جان تزاپنیک - دکتر پاتولوژیست لئوپولد لئوپولدوویچ بومگارت
- سرگئی بدویک - آهنگر وکولا
- مارتا تیموفایوا - دختر متال وکولا واسینینا